# Dolichopus incertus
Espèce
Dolichopus incertus est une espèce fossile d'insectes diptères de la famille des Dolichopodidae.

## Classification
L'espèce Dolichopus incertus est décrite en 1937 par le paléontologue français Nicolas Théobald (1903-1981) dans sa thèse,.

### Holotype
L'holotype et échantillon R1003, de l'ère Cénozoïque, et de l'époque Oligocène supérieur ou Rupélien (33,9 à 28,1 Ma) de la collection Mieg, et conservée au Musée d'histoire naturelle de Bâle vient du gisement de Kleinkembs en Bade-Wurtemberg, sur la rive droite du Rhin,.

### Étymologie
L'épithète spécifique latine incertus signifie « incertain »

## Description

### Caractères
La diagnose de Nicolas Théobald en 1937, : 

« Insecte couché sur le côté, tête et thorax noir-brun, abdomen brunâtre, le dernier segment noir, pattes brunes sauf les fémurs II qui sont noirs. Tête subtriangulaire, plus haute que longue ; vertex renflé au dessus des yeux, front vertical ; yeux presque sphériques, touchant la ligne antérieur du front ; antennes insérées au-dessus des yeux. Thorax renflé sur le dos. Abdomen à six segments plus hauts que longs, le dernier segment porte le cloaque muni de quelques cils courts ; profil dorsal bombé. Pattes fortes, pattes I courtes ; pattes II avec fémur renflé, tibia allongé portant deux rangées de cils noirs ; pattes III beaucoup plus longues que les précédentes, fémurs renflés avec quelques cils courts, tibias allongés, portent des cils irrégulièrement répartis sur toute la longueur et une couronne de quatre à six cils apicaux ; tarse grêle de cinq articles de plus en plus courts portant chacun trois ou quatre cils apicaux. ».

### Dimensions
La longueur du corps est de 5,25 mm, la tête a une longueur de 0,75 mm, le thorax a une longueur de 1,5 mm, l'abdomen a une longueur de 3 mm.

### Affinités
« Les antennes et les ailes manquent, aussi ne peut-on faire une détermination rigoureuse. Le métatarse postérieur est cilié comme dans le g. Dolichopus. ».

### Publication originale
- [1937] Nicolas Théobald, « Les insectes fossiles des terrains oligocènes de France 473 p., 17 fig., 7 cartes,13 tables, 29 planches hors texte », Bulletin Mensuel de la Société des Sciences de Nancy et Mémoires de la Société des sciences de Nancy, Imprimerie G. Thomas,‎ 1937, p. 1-473 (ISSN 1155-1119 et 2263-6439, OCLC 786027547). .